# Parque nacional Pico Pijol
El Parque nacional Pico Pijol  es un espacio protegido con el estatus de parque nacional en el país centroamericano de Honduras. Fue establecido el 1 de enero de 1987 y cubre un área de 122,1 kilómetros cuadrados. Tiene una altitud de entre 1.800 y 2.282 metros. Comprende parte de la cordillera de Sulaco, y de la Sierra de Pijol, siendo sus puntos más altos «Pico Pijol» (que da su nombre al parque) y el «Cerro Mulato».leo feo

## Biodiversidad
El parque alberga una gran cantidad de animales y vegetales en peligro de extinción.En la fauna el parque protege: venado cola blanca,mono cara blanca, armadillos, ocelotes,anfibios como ranas y muchos tipos de ellas,en reptiles como culebras,barba amarilla,la verde,iguanas,en aves tenemos a los que son tucanes, guacamayas ara macao, etc.
En flora hay orquídeas, cicas y 2 tipos de helechos en peligro de extinción.